# Autoroute A-38 (Espagne)
Pour les articles homonymes, voir A38.
L'autoroute espagnole A-38 est une autoroute en projet qui reliera Valence à El Verger dans la Communauté valencienne. 
L'autoroute A-38 va doubler la N-332 surchargée durant la période estivale pour desservir toutes les stations balnéaires au sud de la Costa del Azahar. 
Elle va donc permettre de décharger l'AP-7 et la N-332 de leur circulation intense durant l'été.